# Романчуково (Бурынский район)
Романчуково (укр. Романчукове) — село,
Буриковский сельский совет,
Бурынский район,
Сумская область,
Украина.
Код КОАТУУ — 5920981202. Население по переписи 2001 года составляло 307 человек .

## Географическое положение
Село Романчуково находится на одном из истоков реки Терн,
ниже по течению на расстоянии в 1 км расположено село Чернеча Слобода.
Село вытянуто вдоль реки на 5 км.
На реке несколько запруд.
Рядом проходит автомобильная дорога Т-2504.

## Экономика
- Молочно-товарная ферма.
- «Романчуковское», ООО.

## Объекты социальной сферы
- Школа I ст.